# إيدسون جونيور
إيدسون جونيور هو لاعب كرة قدم برازيلي في مركز الوسط، ولد في 20 مارس 1995 في غويانيا في البرازيل. لعب مع أتلتيكو غويانيينسي.

## وصلات خارجية
- إيدسون جونيور على موقع قاعدة بيانات كرة القدم.إي يو (الإنجليزية)
- إيدسون جونيور على موقع Soccerway.com (الإنجليزية)